# Pollieu
Pollieu ist eine französische Gemeinde im Département Ain in der Region Auvergne-Rhône-Alpes. Sie gehört zum Kanton Belley im Arrondissement Belley.

## Lage

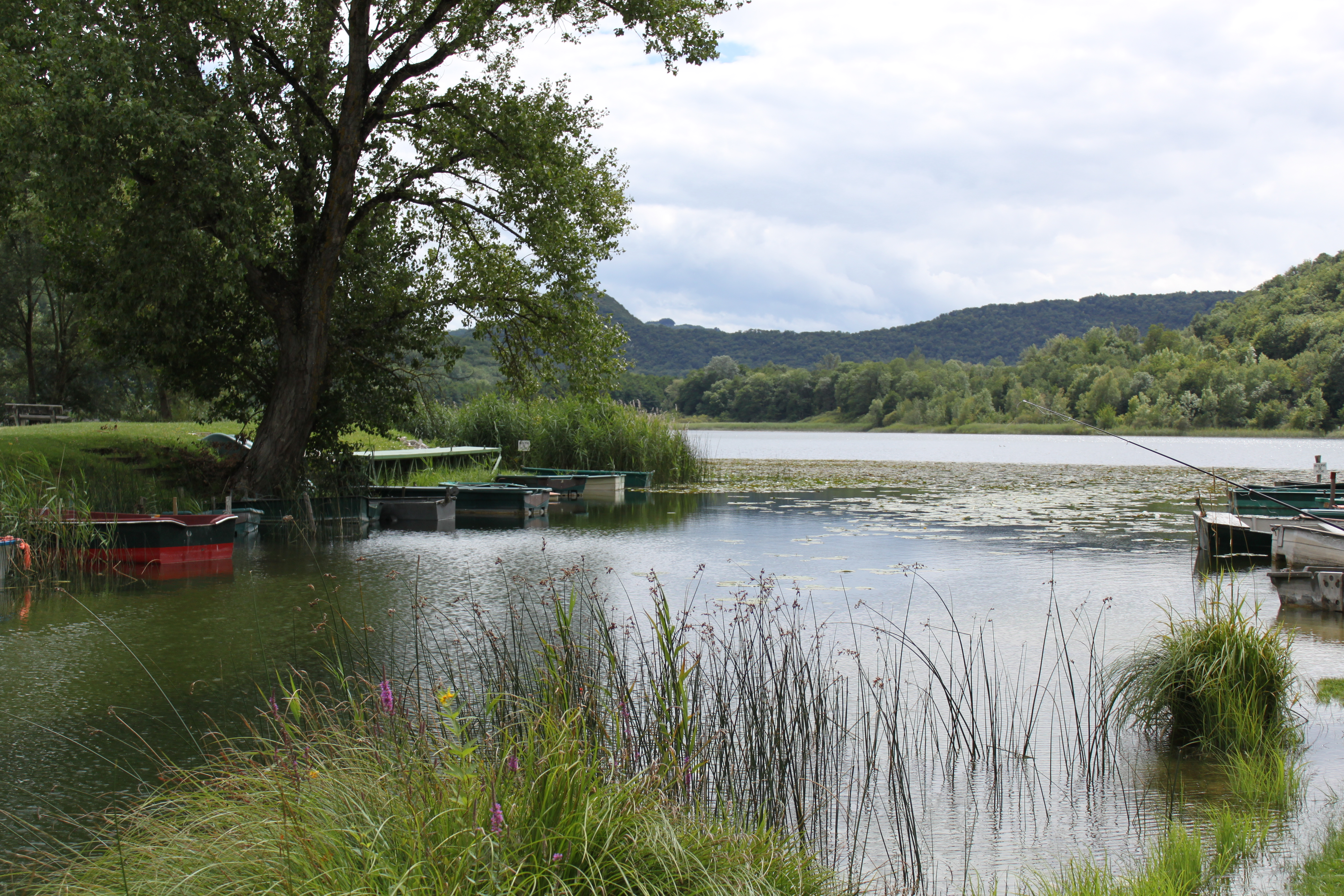
Lac de Barterand

Die Gemeinde Pollieu liegt am Séran in der historischen Landschaft Bugey. Im Osten hat Pollieu einen Anteil am flachen unter Naturschutz stehenden Sumpfgebiet Réserve naturelle du Marais de Lavours, im Süden der Gemeinde befindet sich der See Lac de Barterand. Umgeben wird Pollieu von den Nachbargemeinden Flaxieu im Norden, Lavours im Nordosten, Cressin-Rochefort im Südosten, Saint-Champ im Südwesten und Marignieu im Westen.

## Bevölkerungsentwicklung
| Jahr                       | 1962 | 1968 | 1975 | 1982 | 1990 | 1999 | 2010 | 2021 |
| -------------------------- | ---- | ---- | ---- | ---- | ---- | ---- | ---- | ---- |
| Einwohner                  | 109  | 100  | 91   | 101  | 108  | 122  | 157  | 168  |
| Quellen: Cassini und INSEE |      |      |      |      |      |      |      |      |

## Sehenswürdigkeiten

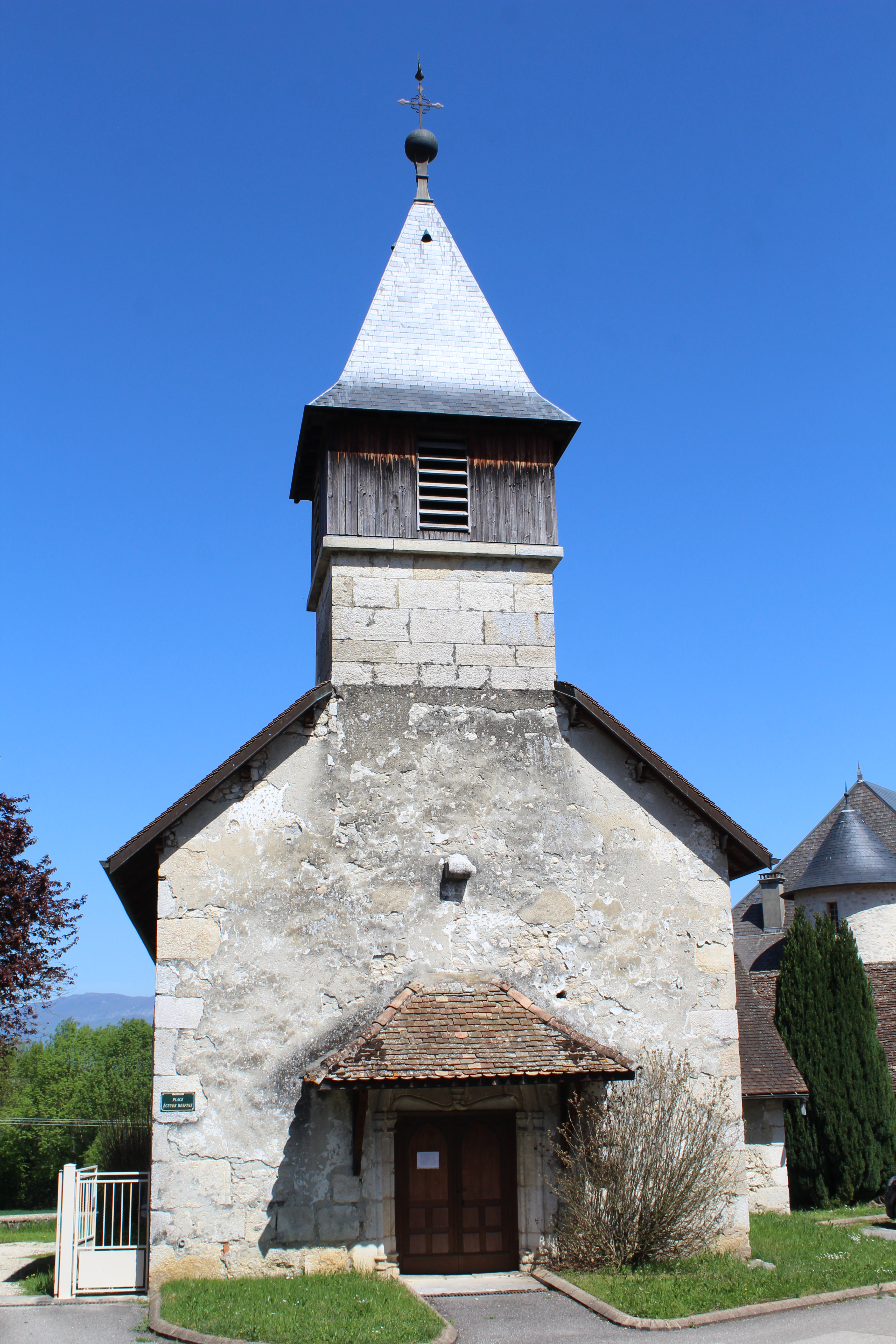
Kirche Saint-Pierre-ès-Liens
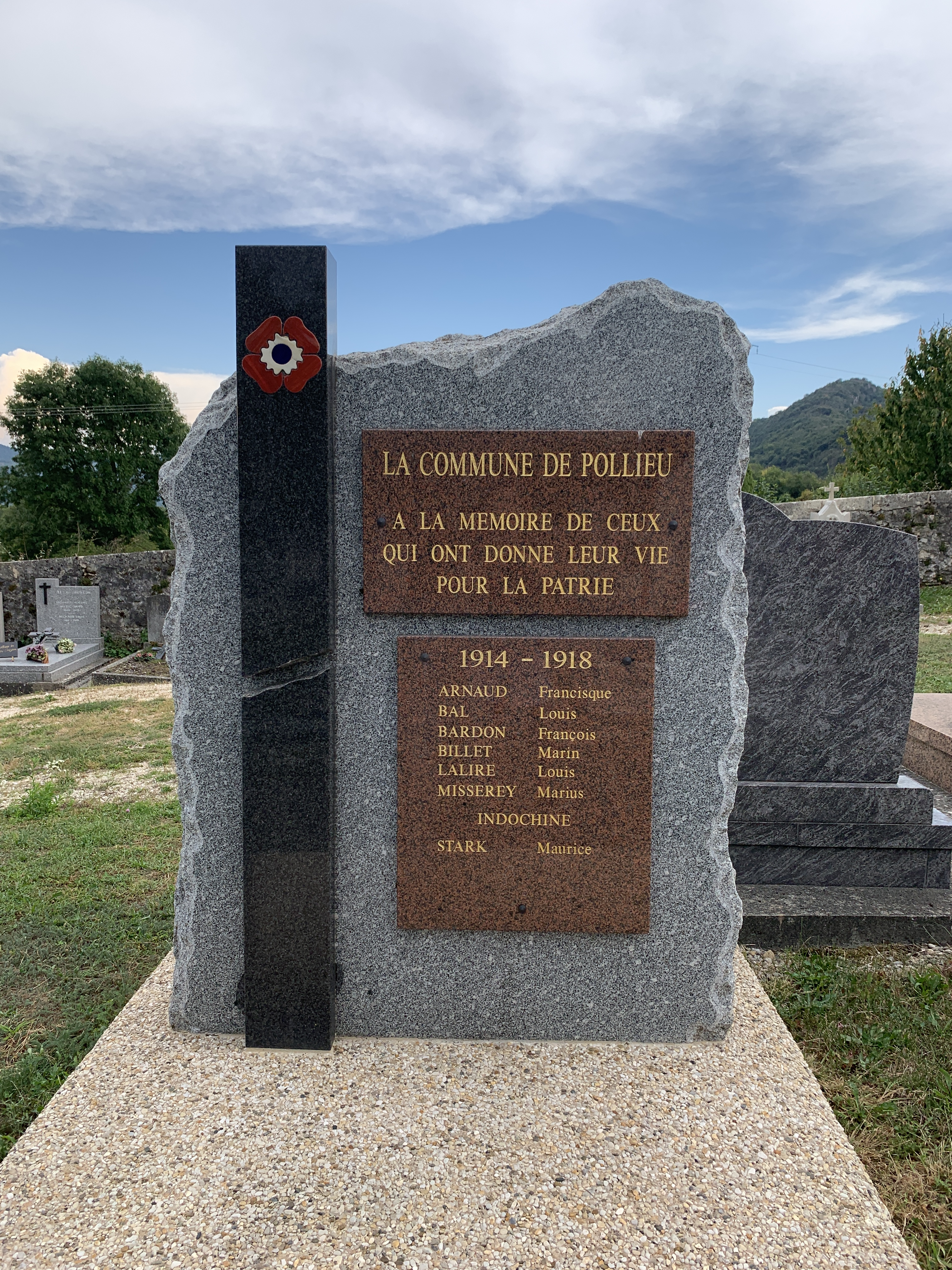
Gefallenendenkmal

- Kirche Saint-Pierre-ès-Liens
- Gefallenendenkmal

## Weinbau
Die wenige Hektar umfassenden Rebflächen in der Gemeinde sind für die Vermarktung als Vin du Bugey zugelassen.